# Йохан Фридрих Гмелин
Йохан Фридрих Гмелин (на немски: Johann Friedrich Gmelin) е германски химик, минералог, ботаник и зоолог. Той е син на Филип Фридрих Гмелин и баща на Леополд Гмелин.

## Биография
Роден е на 8 август 1748 в Тюбинген, Вюртемберг. През 1769 завършва медицина в Тюбингенския университет, след което започва да преподава там. През 1773 става преподавател по философия и медицина в Гьотингенския университет, а по-късно започва да преподава и химия, ботаника и минералогия.
Гмелин става и издател на 13-ото издание на „Systema Naturae“ на Карл Линей през 1788.
Умира на 1 ноември 1804 година в Гьотинген, Хановер.

## Публикации
- „Allgemeine Geschichte der Gifte“, два тома, 1776/1777
- „Allgemeine Geschichte der Pflanzengifte“, 1777
- „Allgemeine Geschichte der mineralischen Gifte“, 1777
- „Einleitung in die Chemie“, 1780
- „Beyträge zur Geschichte des teutschen Bergbaus“, 1783
- „Ueber die neuere Entdeckungen in der Lehre von der Luft, und deren Anwendung auf Arzneikunst“, 1784
- „Grundsätze der technischen Chemie“, 1786
- „Grundriß der Pharmazie“, 1792
- „Geschichte der Chemie“, 1799
- „Allgemeine Geschichte der thierischen und mineralischen Gifte“, 1806